# Kamenice (řeka)
Kamenice (hornolužickosrbsky Kamjenica, německy Chemnitz) je pravostranný a celkově největší přítok řeky Cvikovská Mulda v Německu na území spolkové země Sasko. Délka toku činí 75,3 km. Plocha povodí měří 534 km².

## Průběh toku
Řeka vzniká soutokem říčky Würschnitz s řekou Zwönitz, který se nachází na jižním okraji města Saská Kamenice, v nadmořské výšce 313,1 m. Její tok směřuje převážně severozápadním směrem. Do Zwickauer Mulde se vlévá zhruba 2 km jižně od obce Wechselburg v nadmořské výšce cca 168 m.

## Vodní režim
Průměrný průtok nedaleko ústí u vsi Göritzhain činí 6,25 m³/s.